# Conus nimbosus
Conus nimbosus é uma espécie de gastrópode do gênero Conus, pertencente à família Conidae.

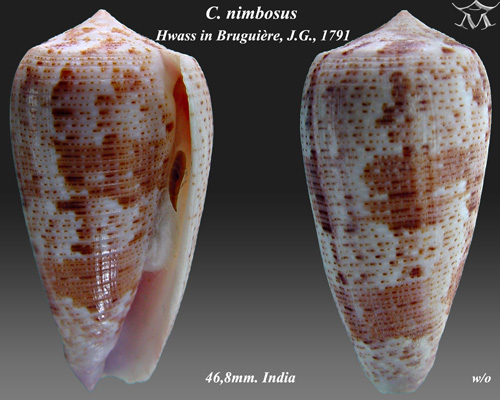
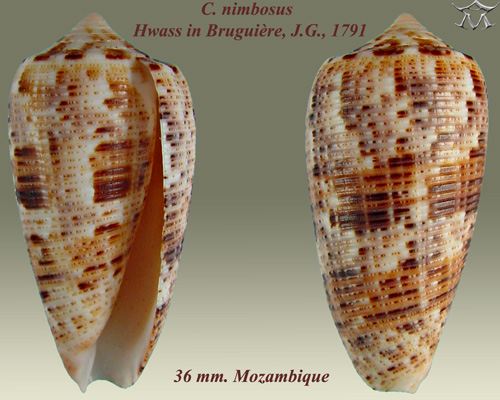
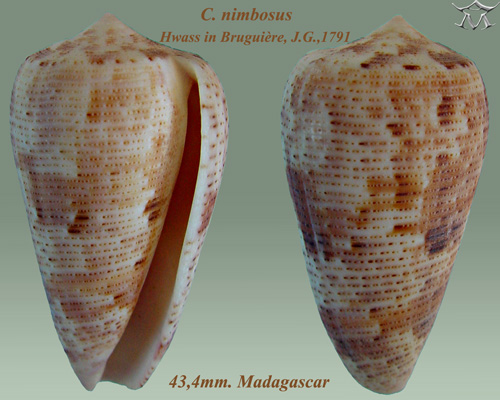